# Александровка (Сумский район)
Алекса́ндровка (укр. Олександрівка) — село,
Подлесновский сельский совет,
Сумский район,
Сумская область,
Украина.
Код КОАТУУ — 5924786307. Население по переписи 2025 года составляло 150 человек.

## Географическое положение
Село Александровка находится в балке Власовщина.
На расстоянии в 1,5 км расположены сёла Подлесновка и Новомихайловка.
По селу протекает пересыхающий ручей с запрудой.